# Antoine Marie Chamans de Lavalette
Pour les articles homonymes, voir Lavalette.
Antoine-Marie Chamans, comte de Lavalette, né le 14 octobre 1769 à Paris et mort le 15 février 1830 dans la même ville, est un officier et haut fonctionnaire français.
Il est directeur général des Postes sous le Premier Empire de 1804 à 1814 et pendant les Cent-Jours. Condamné à mort en 1815, il réussit une audacieuse évasion avec la complicité de sa femme. Il est gracié en 1822.

## Jeunesse
Le père de Lavalette Antoine Remy Lavallette, un limonadier, le destine d’abord à l’état ecclésiastique mais l'intéressé préfère rentrer dans l’étude d’un procureur, afin de se préparer à la profession d’avocat au collège d'Harcourt.
Après de bonnes études, Antoine Lavalette devient secrétaire du bibliothécaire de Louis XVI. Favorable aux idées de la Révolution, il se prononce en faveur de la famille royale lors des journées des 5 et 6 octobre 1789, 20 juin et 10 août 1792, et s'oppose aux mouvements populaires.

## Carrière militaire
Il s’engage alors dans l’armée et devient officier d’état-major du général Custine en l’an II, puis aide-de-camp de Baraguey d’Hilliers l’année suivante. Le général Bonaparte, après la bataille d'Arcole en fait son aide de camp en remplacement du colonel Muiron, tué lors de la bataille.
Il assiste aux négociations des préliminaires de la paix de Leoben (1797) en qualité de secrétaire. Puis en l’an V, Bonaparte l’envoie à Paris étudier l’esprit public, afin de l’instruire des causes de la lutte qui venait d’éclater entre la majorité des conseils et le Directoire. Le Directoire ayant découvert le but de sa mission, voulut, par des menaces, le déterminer à lui livrer la correspondance de son général ; mais Lavalette préféra la brûler.

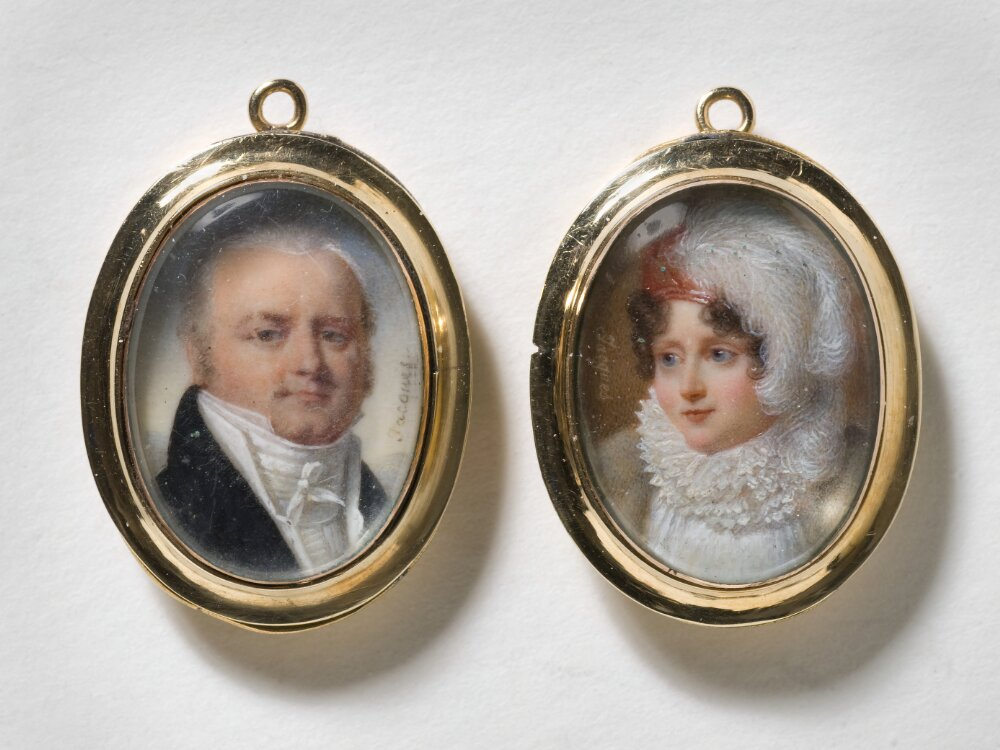
Comte et comtesse de Lavallette

Lavalette épouse le 22 avril 1798 Émilie de Beauharnais, nièce de Joséphine. Il contera en détail dans ses mémoires comment celui qui n'était encore que le général Bonaparte décida de leur mariage. Ce que O'Meara, médecin de Napoléon à Sainte-Hélène, confirmera en rapportant les mots de l'Empereur : « Elle était très belle femme; mon frère Louis en devint amoureux et voulait l'épouser; afin d'y mettre empêchement, je la mariai à Lavalette, pour qui elle avait beaucoup d'attachement ». Un mois après, le jeune marié part pour l’Égypte. Lavalette participe ensuite à la prise de Malte, puis est expédié en mission à Corfou, avant de rejoindre le corps expéditionnaire en Égypte.

## Carrière administrative
Il revient en France avec Bonaparte peu avant le coup d'État du 18 brumaire an VIII. En janvier 1800, il est envoyé en mission diplomatique en Saxe et en Hesse. Enfin, après avoir été successivement administrateur de la caisse d'amortissement, commissaire central en 1801, puis directeur général des Postes le 19 mars 1804. Lavalette est nommé peu après à la section de l’Intérieur du Conseil d’État. Il est également directeur du Cabinet noir, le bureau de la censure. Le Grand Maréchal Bertrand rapporte une conversation de l'Empereur, en mars 1817 , à Sainte-Hélène: « J'avais par le moyen de Lavalette une haute police secrète et importante. Douze personnes correspondaient avec moi et avaient, chacune douze mille francs par an. Elles pouvaient dire tout ce qu'elles voulaient, sur quelque sujet que ce fût, car jamais je ne disais rien. Je lisais ou ne lisais pas, brûlais ensuite, mais jamais ces personnes n'avaient de moi un signe de vie et ne savaient même si on les avait lues. »
Il est membre et commandant de la Légion d'honneur, les 4 germinal et 25 prairial an XII; il fut élevé en 1808 au rang de comte de l'Empire, et le 30 juin 1811 à celui de grand officier de la Légion d'honneur.

## La Restauration
Lors de la Première Restauration, Lavalette participe à une conspiration menée par les généraux Drouet d’Erlon et Lefebvre-Desnouettes.
Le 20 mars 1815, apprenant le débarquement de Napoléon, Lavalette se présente à l’administration des Postes. Le comte Ferrand, pressé de s’enfuir, demande à l'ex-ministre des Postes de signer son passeport, contrairement à la loi car le comte Ferrand est toujours le ministre et aurait donc du signer lui-même son passeport. Cette signature, hors la loi, sera un élément à charge lors du procès. 

## Son évasion

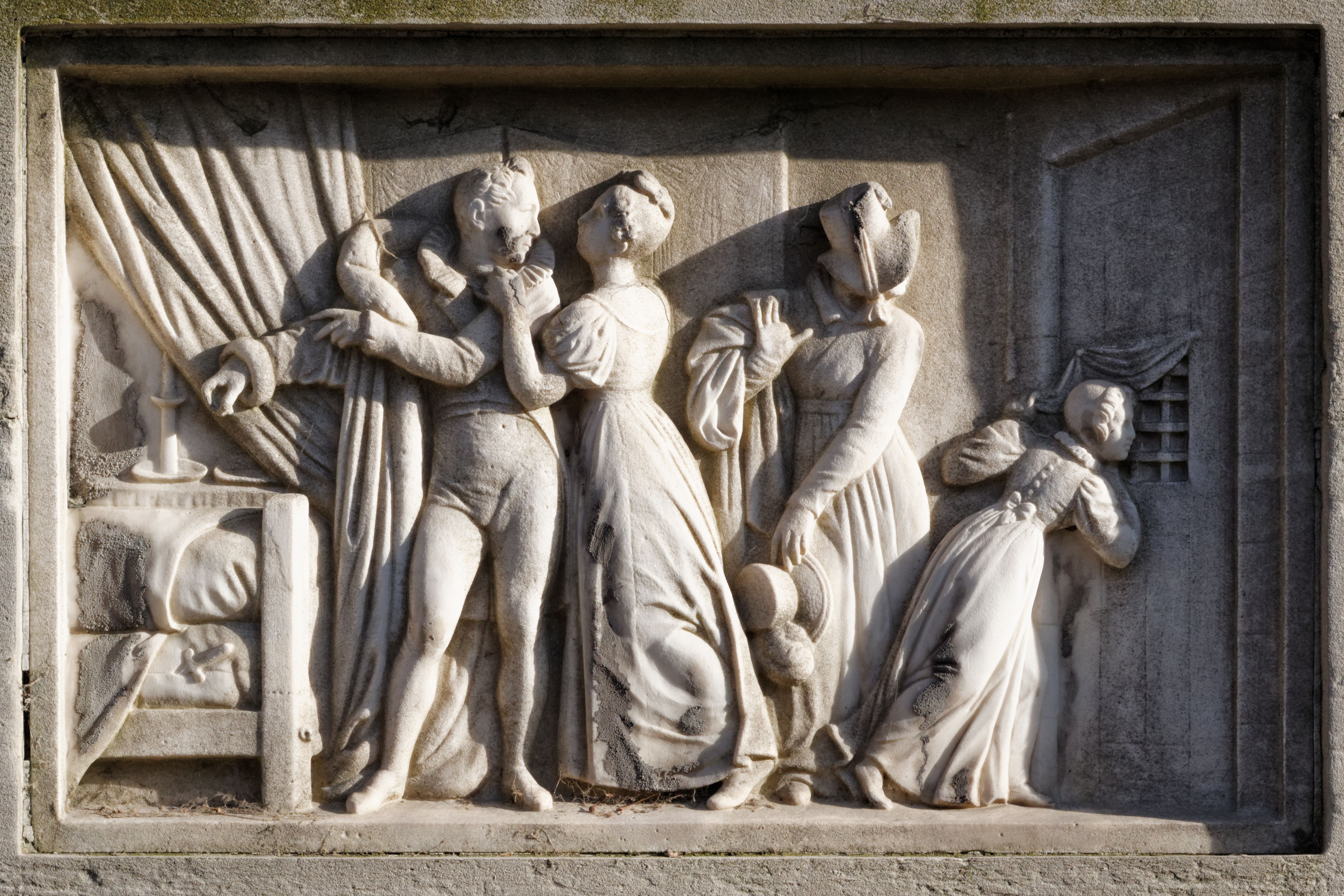
L'Évasion de Lavalette (vers 1834), bas-relief anonyme ornant sa tombe. Paris, cimetière du Père-Lachaise.

Lavalette est arrêté chez lui le 18 juillet 1815 et est conduit à la Conciergerie pour conspiration contre l’État et usurpation de fonctions. La charge de conspiration contre l'État portera sur l'accusation d'avoir aidé Napoléon à quitter l'Île d'Elbe. Napoléon a cependant formellement nié cette contribution: « Lavalette ne savait rien de mon retour projeté de l'Île d'Elbe, ni de ce qui s'y passait ». L'usurpation de fonctions fut plus facile à prouver, Lavalette ayant dès le premier jour, et sans ordres, suspendu l'expédition du Moniteur et autres journaux. Il écrivit même de sa main sur une dépêche la mention : « Le conseiller d'État, directeur général des Postes ». Napoléon n'apprécia pas ses iniciatives hardies, et lorsqu'il s'agit de distribuer les brevets aux nouveaux ministres, il dit « Quant à Lavalette, il n'en a pas besoin, il a conquis la Poste ». Après un procès agité, il est condamné à mort le 21 novembre 1815. Il fit preuve d'une grande dignité : « Que voulez-vous, mon ami, c’est un coup de canon qui m’a frappé » dit-il à son avocat et ami Tripier, avant de saluer les nombreux employés de la poste appelés comme témoins contre lui. Son pourvoi en cassation puis son recours en grâce, formé par son épouse, furent rejetés.  
Le 20 décembre, veille de son exécution, Émilie de Lavalette et sa fille Joséphine rendent visite à leur mari et père. La femme de Lavalette a prévu une évasion. Antoine revêt les vêtements de sa femme puis à l'aide de sa fille, il parvient à tromper la surveillance des gardiens, son épouse restant dans la cellule, à sa place. Malgré tous les efforts de la police il fut introuvable et son signalement fut ainsi communiqué : « M. DE LAVALETTE ( Marie - Chamans ), âgé de quarante-cinq ans, né à Paris (Département de la Seine), de la taille d'un mètre soixante-six centimètres, (cinq pieds un pouce et demi) cheveux et sourcils grisaillés, front haut et chauve, les yeux bruns, le nez un peu gros et court, serré des narines, la bouche moyenne, le menton rond , visage rond, gravé de petite vérole »; Il sera exécuté en effigie, place de Grève, le 9 janvier 1816, à deux heures après-midi.
Avec l'aide d'Amable de Baudus, Lavalette trouve refuge dans l'appartement de fonction de Bresson, chef de la division des fonds et de la comptabilité, au ministère des Affaires étrangères dirigé par le duc de Richelieu. Dans les Mémoires de Lavalette, l'évadé arrivera à penser, à tort, à l'éventuelle complicité du Duc, mais il n'en est rien.

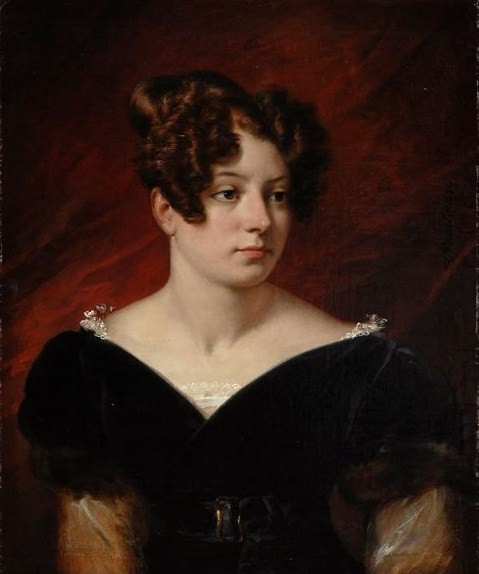
Joséphine de Lavalette de Beauharnais, baronne de Forget (fille)
Horace Vernet, 1826
Musée des Beaux-Arts de Blois

Il quitte Paris le 9 janvier 1816 avec la complicité de trois officiers anglais : Bruce, Hutchinson et le général Robert Wilson. Il revêt l’uniforme britannique et gagne Mons, en Belgique. Puis Antoine de Lavalette se dirige seul vers la Bavière, pays où il réside plusieurs années, avec la bienveillance d’Eugène de Beauharnais, d’Hortense, ses cousins, et du roi Maximilien. À Sainte-Hélène, Napoléon évoquera curieusement le Général Wilson qui l'avait accusé dans l'affaire des pestiférés de Jaffa : « Si Wilson, lui-même n'avait pas été convaincu de la fausseté des renseignements qu'il avait recueillis, pensez-vous qu'il aurait aidé Lavalette à sortir de prison ? ».
Gracié en 1822, il rentre à Paris où il retrouve son épouse, Émilie, qui a perdu la raison après ces dramatiques évènements et avoir accouché d'un enfant mort-né. Lavalette, mort sans doute d’un cancer des poumons le 15 février 1830 à Paris, vivait depuis son retour dans la plus profonde retraite. En 1831, sa famille publia ses Mémoires d'après ses manuscrits.
Il fut porté sur le testament de Napoléon.
Aujourd’hui 15 avril 1821, à Longwood, île de Sainte-Hélène. Ceci est mon testament ou acte de ma dernière volonté.
- 14. Au comte Lavalette, cent mille francs ;

Il est enterré à Paris au cimetière du Père-Lachaise.
Un épisode de la série télévisée Les Évasions célèbres raconte son évasion.